# Ми були рекрутами
Ми були рекрутами — український мок'юментарі-фільм про бойовий шлях 3-ї штурмової бригади.

## Прем'єра
Покази в кінотеатрах України стартували 2 травня 2024 року. Допрем'єрний показ відбувся у Києві 30 квітня 2024 року. Тоді ж відбувся благодійний аукціон, під час якого зібрали 1 000 000 гривень на роботизовані системи, які використовують під час спецзавдань бійці 3 ОШБр. Частину грошей від прокату фільму теж перерахують на ці системи.

## Зйомки
За планом, зйомки мали тривати 10 днів, але командування Третьої окремої штурмової бригади відпустило бійців лише на п'ять днів. Монтаж стрічки тривав кілька місяців. Хронометраж першої версії фільму складав 2,5 години. Врешті стрічку скоротили до 92 хвилин.

## Сюжет
За словами режисера Любомира Левицького, це історія не про якісь конкретні бойові операції на фронті. Стояла зробити фільм про діючих військових, про їхню участь в мілітарі-культурі, про їхній досвід на війні.
У центрі сюжету — 19-річний новобранець з позивним «Журналіст», його грає актор Борис Савенко. Він дійсно пройшов «Курс молодого бійця» у бригаді, хоча нині цивільний. Дорогою з Києва на фронт впродовж всього фільму він спілкується з діючими бійцями легендарного підрозділу — «Схід», «Док», «Хата», «Істок», «Дацик», «Хельга», «Тоха» та «Хмурий» розповідають про себе, мотивацію служити, роботу на фронті й думки про війну. Також завдяки цим інтерв'ю, які доповнюються відео з фронту, вони повністю розкриваються перед глядачами. Не лише як професійні військові, а і як звичайні люди, які мріють про власні родини й мирне життя у своїй країні.

## В ролях
- Борис Савенко — «Журналіст»
- «Тоха» — в ролі себе.
- «Дацик» — в ролі себе.
- «Істок» — в ролі себе.
- «Хельга» — в ролі себе.
- «Хмурий» — в ролі себе.
- «Схід» — в ролі себе.
- «Док» — в ролі себе.
- «Хата» — в ролі себе.